# آيت باها أوملال (وادي الصفاء)
آيت باها أوملال هي إحدى مشيخات المملكة المغربية، تتبع جغرافيا لإقليم شتوكة آيت باها وإداريًا لوادي الصفاء. يقدر عدد سكانها بـ 14184 نسمة حسب الإحصاء الرسمي للسكان والسكنى لسنة 2004.